# 海底兩萬里 (1954年電影)
《海底兩萬里》（英語：20,000 Leagues Under the Sea）是一部1954年上映的美國科幻冒險電影，由理查德·弗萊徹執導，厄爾·費爾頓編劇，改編自儒勒·凡尔纳1870年的經典小說《海底两万里》。這部電影由華特·迪士尼製作，主演陣容包含柯克·道格拉斯、詹姆士·梅遜、保羅·盧卡斯和彼得·罗。影片採用當時革新的彩色電影技術宽银幕电影镜头，是首批使用此技術的長篇電影之一，同時也是迪士尼第一部由博偉發行公司發行的長篇電影。
《海底兩萬里》上映後取得了票房與評論的成功，其中巨型章魚的打鬥場面尤為令人印象深刻，而詹姆士·梅森所詮釋的尼摩船长更被認為是經典演繹。該片憑藉其美術設計和視覺效果，獲得了兩項奥斯卡金像奖。

## 劇情
西元1868年，隨著一連串關於海怪襲擊太平洋船隻的傳聞引發了全球關注。 阿龍納斯教授與助手康塞爾受邀參與調查，搭乘美國海軍巡防艦展開搜尋行動。他們的同行者還包括捕鯨漁槍手內德·蘭德。經過數月的巡航，艦隊終於發現了目標。艦艇試圖用火炮擊沉海怪，但海怪撞擊了戰艦，導致內德、康塞爾和阿龍納斯被拋入海中，受損的巡防艦則逐漸漂離。三人攀附漂流的殘骸，偶然發現了一艘金屬製的船隻，最終發現所謂的海怪竟是人造的金屬潛水艇：「鸚鵡螺號」。
進入潛艇後，阿龍納斯在下層甲板發現一個巨大的觀景窗，目睹了一場水下葬禮。此時，內德駕駛他們船上的一艘翻覆小艇趕到。三人試圖利用小艇逃離現場，但很快被潛水員發現並捕獲。
他們被帶至潛艇內部，並面見鸚鵡螺號的主人——「尼莫船長」。尼莫起初提議只留下阿龍納斯，將內德和康塞爾送回甲板。然而，在目睹阿龍納斯願意與同伴共赴生死的決心後，尼莫改變主意，允許三人共同留在諾第留斯號上。隨後，尼莫指揮鸚鵡螺號前往一座監獄島。島上的囚犯正忙於裝載一艘滿載軍火的運輸船。尼莫向阿龍納斯透露，他本人以及許多船員都曾是這座島嶼的囚犯，飽受折磨。為阻止更多悲劇，他操控鸚鵡螺號撞沉了運輸船，連同船上的人員一同毀滅。他向阿龍納斯解釋，此舉是為了拯救數千條將在戰爭中喪生的性命，並悲憤地講述，正是這個「被憎恨的國家」曾經殘酷迫害的他，為了奪取他的發現，不惜折磨致死他的妻子和孩子。
在尼莫的船艙中，內德和康塞爾發現了尼莫的秘密島嶼基地「火山尼亞」的地圖坐標，而鸚鵡螺號正朝那裡航行。內德將寫有火山尼亞坐標的瓶子拋入海中，希望能引來救援。在新幾內亞海岸附近，鸚鵡螺號擱淺在一處珊瑚礁上。尼莫船長允許內德和康塞爾上岸採集標本，但警告他們不要離開海灘。然而，內德卻趁機四處探索逃生的可能，結果發現插著人類頭骨的木樁。他驚慌地跑回找康塞爾，兩人劃船離開，卻被食人族追趕。回到諾第留斯號後，船體釋放電流驅逐了試圖登船的食人族，而尼莫因內德違反命令將其囚禁。
此時，一艘戰艦向鸚鵡螺號發起攻擊，迫使潛艇下潛至深海，但意外吸引了一隻巨烏賊的注意。當潛艇釋放的電流無法驅逐怪物時，尼莫與船員們被迫在暴風雨中浮出水面嘗試將其擊退。尼莫被烏賊的巨型觸手纏住，命懸一線，關鍵時刻，從囚禁中逃出的內德持魚叉果斷刺死怪物，救下了尼莫。經此一役，尼莫的內心開始發生變化，萌生與世界和解的念頭。當鸚鵡螺號逐漸接近火山尼亞時，尼莫驚覺該島已被戰艦包圍，且海軍陸戰隊已登陸。他駕駛潛艇通過水下通道進入基地，浮上海底火山的中央湖泊。為防止他的發現落入敵人之手，尼莫急忙登岸，啟動定時炸彈以銷毀所有證據。然而，在返回潛艇的路上，他遭遇了致命性槍擊。回到潛艇後，尼莫以虛弱的聲音宣布，將帶著鸚鵡螺號「進行最後一次潛航」。船員們表示願意追隨船長，共赴生命的終點，與潛艇一同沉入深海。
在尼莫的指示下，阿龍納斯、康塞爾和內德被關在船艙中，而船員們各自返回自己的房間準備面對終局。內德拒絕參與這場集體自殺行動而嘗試逃出船艙，然而，他的舉動使潛艇撞上珊瑚礁，導致船艙進水。在生命的最後時刻，尼莫透過船艙的觀景窗凝視他所熱愛的海底世界。
阿龍納斯試圖取回自己的研究筆記，但內德為了儘快撤離，不得已將他擊昏並帶出船外。三人與尼莫的寵物海獅埃斯梅拉達一起，乘坐諾第留斯號的小艇遠離危險，目睹火山尼亞在一片巨大的爆炸中化為灰燼，濃厚的蘑菇雲升騰而起時。內德為擊昏阿龍納斯道歉，而阿龍納斯則認為筆記的失落或許是一件好事。隨著鸚鵡螺號沉入深海，尼莫留給阿龍納斯的最後話語回響在腦海：「未來仍有希望，當世界準備好迎接一個全新而更美好的生活時，這一切終將實現……在上帝安排的時刻。」

## 演員
- 柯克·道格拉斯 飾 內德·蘭德（Ned Land）
- 詹姆士·梅遜 飾 尼莫船長
- 保羅·盧卡斯 飾 皮埃爾·阿龍納斯教授（Professor Pierre Aronnax）
- 彼得·罗 飾 康塞爾（Conseil）
- 羅伯特·J·威爾克（英语：Robert_J._Wilke） 飾 鸚鵡螺號大副（Nautilus's First Mate）
- 泰德·德·科西亞（英语：Ted de Corsia） 飾 法拉古特艦長（Captain Farragut）
- 卡爾頓·楊（英语：Carleton_Young） 飾 約翰·霍華德（John Howard）
- J. M. 凱里根（英语：J._M._Kerrigan） 飾 比利（Billy）
- 珀西·赫爾頓（英语：Percy_Helton） 飾 馬車司機
- 泰德·庫珀 飾 亞伯拉罕·林肯號的大副（Abraham Lincoln's First Mate）
- 弗雷德·格雷厄姆（英语：Fred_Graham_(actor)） 飾 凱西（Casey、未掛名）[5]
- 洛麗·米切爾（英语：Laurie_Mitchell） 飾 胡克（Hooker、未掛名）[6]

## 製作
1950年代，華特·迪士尼對改編儒勒·凡尔纳的《海底两万里》產生興趣，這也包含他在製作長篇自然紀錄片《真實生活歷險記》期間，看到哈珀·高夫創作的一些海洋影像和分鏡版的契機。當時，《海底兩萬里》的電影版權由米高梅和金兄弟製片公司持有。1950年11月，製片人希德·羅傑爾宣布，他已從羅伯特·L·利佩特的製作公司購得小說的版權及相關改編劇本，計劃在一年內於通用服務影城開拍。然而，1951年12月，報導稱迪士尼已從羅傑爾手中買下了版權。高夫的分鏡板和設計草圖成為電影的基礎，但由於他不是國際舞台員工聯盟的成員，最終未被列為正式工作人員。
《海底兩萬里》的拍攝地點包括巴哈馬和牙買加的多處景點，洞穴場景則是在內格里爾的懸崖下方，即現今的埃塔比度假村一帶拍攝的。其他場景取景於拿騷、萊福德礁和死亡谷。拍攝工作自1954年1月11日展開，至6月19日結束。根據雙碟DVD紀錄片，片頭在舊金山的場景是在環球影城工作室拍攝的，而大多數模型拍攝則由二十世紀福斯完成。某些外景拍攝因其技術複雜性，動用了超過400名技術人員。該電影的製作成本高達900萬美元，遠超預算，成為當時好萊塢最昂貴且野心勃勃的電影製作之一。
製作過程面臨諸多挑戰，其中最具代表性的便是巨型烏賊襲擊的場景。該場景最初設置在黃昏時平靜的海面上拍攝，但因效果不佳而被完全重拍。為提升戲劇張力並隱藏機械烏賊的操作線路，改為設定於暴風雨肆虐的黃昏中拍攝。這一變更極大地增強了畫面的震撼力。

### 與小說的差異
儘管電影版被廣泛讚譽為忠實改編小說。然而，詹姆斯·W·馬滕斯指出，雖然這種說法有一定道理，但「仔細比較小說與電影會發現許多改動、省略甚至內容顛倒，這些變化影響了故事的核心主題，不僅包括科學教育，還包括工業時代對階級與性別（尤其是男性氣概）的呈現。」
電影中，鸚鵡螺號的潛艇動力從小說中的鈉電池/汞电池改為核動力。小說中的潛艇外型設計是「流線型雪茄狀」，而電影版則是一艘「更具裝飾風格的船隻」。電影導演和編劇從小說中提取了最具代表性的場景，並重新排序，假設觀眾不會記得小說中的事件順序。高夫與迪士尼在電影中為鸚鵡螺號設計的靈感則來自蘇格蘭的福斯橋內部結構。小說中，尼莫從各地工業訂購零件，秘密運送至島嶼進行組裝，馬滕斯形容這種安排展現了尼莫「精於操縱工業時代製造流程的後勤天才。」

### 音樂
與傳統的電影配樂或對白原聲專輯不同，《海底兩萬里》在首映和1963年重映時，推出了兩張錄音棚版本的黑膠唱片。這些專輯濃縮並大幅改編了電影劇本，並未使用電影原班人馬配音。兩張專輯皆由內德·蘭德（而非小說與電影的敘述者阿羅納克斯）擔任旁白。專輯內容淡化了尼莫的瘋狂形象，刪去了他殺人的情節，並設定尼莫最終在事故中倖存，因感激內德、阿羅納克斯與康塞爾救了他的命而釋放了他們。此外，這些版本將他們的遭遇由原作中鸚鵡螺號撞沉船隻，改為因颶風而遇難。
第一張專輯於1954年隨電影首映發行，由威廉·雷德菲爾德擔任內德的配音，作為RCA Victor's Little Nipper系列中的一本附書45轉唱片套裝推出。第二張專輯於1963年迪士尼重映時由迪士尼唱片發行，採用單張33 1/3轉12吋黑膠唱片形式，沒有附書或內頁說明。雖然內容涵蓋了更多電影情節，但仍沿用了許多第一張專輯的改編，實際上是前作的重製版。第二張專輯的配音陣容未被列出，兩張專輯都未提及電影的演職人員名單。
電影最著名的歌曲《A Whale of a Tale》由諾曼·金博與艾爾·霍夫曼創作，並由柯克·道格拉斯演唱。這首歌於1954年由迪卡兒童系列發行，道格拉斯提到錄音當時「非常受歡迎」。B面歌曲為《And the Moon Grew Brighter and Brighter》，由道格拉斯在電影《無星之人》中演唱。兩首歌曲皆收錄於2008年電影原聲帶的數位發行版本中。
電影中，尼莫在鸚鵡螺號的管風琴上彈奏约翰·塞巴斯蒂安·巴赫的《D小調觸技曲與賦格, BWV 565》，但實際上是由一名匿名管風琴家配樂替代詹姆斯·梅森的演奏畫面。

#### 官方原聲帶
2008年1月29日，華特迪士尼唱片公司發行了一張包含26首曲目的數位專輯，其中包含保羅·史密斯為《海底兩萬里》原聲帶配樂的音樂，以及單曲《A Whale of a Tale》的雙方，以及作為探索電影音樂的數位小冊子。這是電影電影配樂的首次正式發布，最初僅透過iTunes Store提供。 Intrada則於2011年於發行了CD版本。

## 發行
1954年9月15日，《綜藝》報導迪士尼與雷电华电影開始商討《海底兩萬里》的發行計劃。一週後，有消息稱，迪士尼決定結束與雷电华長達17年的合作關係，選擇透過其新成立的發行部門博偉發行公司來發行該片。在國際市場上，影片由迪士尼旗下的華特迪士尼公司英國分公司負責在英國發行，其他地區則交由當地發行商處理。
影片於1954年12月23日在阿斯特劇院首映，兩天後即聖誕節起，在美國65個主要城市上映。此片分別於1963年和1971年重新在戲院上映。

### 家庭媒體
1980年9月，《海底兩萬里》首次以錄影帶形式發行，供購買或租賃，成為迪士尼多部影片中率先推出家庭媒體的作品之一，1992年，當時負責迪士尼影庫修復的資深經理斯科特·麥奎因進行了全面的數位修復，為該片的錄影帶版本提供了更高畫質的發行。
2003年5月20日，該片推出了雙碟DVD版本，其中包含多項額外內容，包括導演評註、刪減片段（包括原始的巨型烏賊戰鬥場景，但無聲）、以及詳盡的製作過程紀錄片。同日，該片還在埃爾卡皮坦劇院舉行放映活動，並由導演理查德·弗萊舍親自介紹影片。
2014年，經4K修復的1080p高清版本在iTunes上架供觀眾購買。2019年，該片藉由迪士尼電影俱樂部以藍光光碟形式重新發行。同年11月12日，隨迪士尼串流媒體平台Disney+上線，《海底兩萬里》亦被加入平台，供訂閱用戶隨時觀賞。

## 評價

### 票房
《海底兩萬里》在上映首週末票房排名第二，僅次於《娛樂至上》。到第三週末，該片成功登上美國票房冠軍，取代了《龍虎干戈》（1954）。雖然在第四週末再度被《龍虎干戈》反超，但到了第五週末，《海底兩萬里》重新奪回了票房冠軍的位置。
截至1956年1月，該片在美國與加拿大的票房收益達800萬美元，成為1954年票房第三高的電影。（另有資料顯示其美加票房收益為660.7萬美元）。

### 批判性評價
《紐約時報》的博斯利·克勞瑟評論道：「《海底兩萬里》是迪士尼繼動畫後又一個絢麗奇幻的作品。這部真人電影以寬銀幕和彩色製作，不僅從長度（128分鐘）上令人印象深刻，虛構情節也十分寬廣，應該能讓孩子們感到震撼。」。《綜藝》的吉恩·阿內爾讚揚該片是「一種特殊的電影製作方式，結合了攝影創意、想像力豐富的故事講述以及大膽的資金投入。」他稱導演理查德·弗萊舍讓影片節奏流暢、高潮迭起，而厄爾·芬頓的劇本巧妙結合了儒勒·凡爾納的原著精髓與改編內容，是一次極佳的編劇嘗試。此外，他特別提到水下攝影技術尤為出色。《紐約每日新聞》的凱特·卡梅隆稱影片是一部「令人振奮且吸引人的改編作品」，他進一步讚揚導演弗萊舍以豐富的想像力執導影片，並指出片中的水下場景「以詭異之美展現了迷人的海洋生態，極具吸引力。」
《洛杉磯時報》影評人菲利普·K·舒爾認為，這部電影在技術上堪稱奇蹟，他提到「在巴哈馬拍攝的真實水下場景與表面上的縮尺模型交替出現，幾乎讓人無法察覺。」他還特別稱讚詹姆斯·梅森的表演，表示其賦予瘋狂天才角色深度，令人同情而非鄙視。《哈里森報告》稱：「迪士尼及其團隊巧妙運用了寬銀幕技術和彩色攝影，打造了一部製作精良且極具娛樂性的作品，能吸引各類觀眾，堪稱經典之作。」，《芝加哥論壇報》的評論指出：「這是一部精心製作的影片，色彩鮮豔，充滿幽默感，巧妙融合了古老的假設與現代的事實。」
當代影評人史蒂夫·比奧德羅斯基稱該片「遠遠超越同期乃至任何時期的科幻作品，製作設計與技術效果幾乎未隨時間而過時。」他補充道：「儘管影片偶爾會受到原作節奏過於片段化的影響，但其優點遠大於缺點，使其成為有史以來最偉大的科幻電影之一。」
在评论汇总网站爛番茄上，該片基於32條評論的評分為91%，平均分數為7.70/10。網站的共識認為：「迪士尼最精彩的真人冒險片之一，《海底兩萬里》將儒勒·凡爾納的經典科幻故事生動地呈現於銀幕，並擁有令人震撼的巨型烏賊場景。」

### 榮譽
| 獎項                   | 類別               | 提名者                 | 參考 |
| ---------------------- | ------------------ | ---------------------- | ---- |
| 第27屆奧斯卡金像獎     | 最佳彩色片藝術指導 | 約翰·米漢、埃米爾·庫裡 | 獲獎 |
| 第27屆奧斯卡金像獎     | 最佳視覺效果獎     | 約翰·亨奇、約書亞·梅鐸 | 獲獎 |
| 第27屆奧斯卡金像獎     | 影片剪辑奖         | 艾爾摩·威廉斯          | 提名 |
| 1954年國家評論委員會獎 | 十佳影片           | 《海底二萬里》         | 獲獎 |
| 第30屆土星獎           | 經典電影DVD發行獎  | 經典電影DVD發行獎      | 提名 |
| 網路影視協會獎項       | 名人堂-電影        | 名人堂-電影            | 入選 |

本片的首席藝術總監哈珀·高夫雖然設計電影的的鸚鵡螺號潛艦造型，但他並不是藝術總監聯盟的成員。因此，根據電影學院的章程，他無法獲得奧斯卡藝術指導獎。

## 其他媒體

### 迪士尼樂園
1955年至1966年間，迪士尼樂園將電影《海底兩萬里》的原始布景改建成可供參觀的步行式展示景點。1971年至1994年，佛羅里達州迪士尼世界神奇王國設有名為「海底兩萬里：潛水艇探險」的室內遊樂設施，提供潛水艇乘坐體驗，其中包括著名的巨型烏賊攻擊場景，並在背景播放電影主題曲，由彼得·雷納代為尼莫船長配音。
1994年，巴黎迪士尼樂園開放了步行參觀設施「鹦鹉螺號之謎」，而東京迪士尼海洋則於2001年推出了室內遊樂設施。此外，加州迪士尼內的「小美人魚：愛麗兒的海底冒險」建築外牆上有鹦鹉螺號的剪影，而位於迪士尼波利尼西亞度假村的提基酒吧Trader Sam’s Grog Grotto則提供一款名為「鹦鹉螺號」的雞尾酒，該飲品裝在一個模仿潛水艇造型的酒杯中，並配有潛水頭盔與機械烏賊觸鬚酒吧裝飾。

### 漫畫
1955年2月，戴爾漫畫推出了以《海底兩萬里》為主題的漫畫書。收錄於《四色》第614期。

### 衍生作品
2009年1月6日，《綜藝》報導迪士尼計劃推出一部名為《海底兩萬里：尼莫船長》的真人重拍電影，由麥克G執導。這部電影旨在作為尼莫船長的起源故事，講述他如何打造鹦鹉螺號及其反戰思想的形成過程。麥克G表示，這次改編將更貼近原始小說的精神，深入探索尼莫與阿羅納克斯的背景故事。編劇由比爾·馬斯利負責，並由賈斯汀·馬克斯與蘭道爾·華萊士進行改寫。電影將由肖恩·貝利與仙境影视公司共同製作。
麥克G曾提議由威爾·史密斯飾演尼莫船長，但遭到拒絕。隨後，他考慮邀請與其合作過《魔鬼終結者：未來救贖》（2009年）的山姆·沃辛頓出演，但未有深入洽談。2009年11月，迪士尼時任主席里奇·羅斯因項目預算問題宣布取消該企劃，儘管此時已投入約1000萬美元於前期製作。在宣布這一消息之前，麥克G和貝利已收到該項目取消的通知。
2010年聖地牙哥動漫展上，導演大卫·芬奇宣布與迪士尼合作製作《海底兩萬里》新版本，劇本由史考特·Z·柏恩斯執筆。然而由於卡司問題，計劃多次延期，最終芬奇在2013年退出製作，改執導《控制》（2014年）。據其本人透露，退出原因之一是他希望由查宁·塔图姆擔任飾演奈德·蘭德的人選，但迪士尼更傾向克里斯·漢斯沃。最初分配給這部電影製作的資金最後被轉用於2017年電影《加勒比海盗5：死无对证》。
2016年，迪士尼宣布計劃拍攝真人電影《尼莫船長》，由詹姆斯·曼高德執導，但後來曼高德退出，轉而執導《印第安納瓊斯：命運輪盤》。
2021年8月23日，迪士尼宣佈製作十集迷你劇集《鸚鵡螺號》作為尼莫船長的起源故事，由詹姆斯·多默編劇，沙扎德·拉提夫主演，麥可·馬修斯執導。然而，2023年8月，迪士尼基於成本削減策略退出此項目。10月，AMC電視台接手，計劃於2024年播出。

## 另見
- 水下科幻作品列表（英语：List_of_underwater_science_fiction_works）
- 《神秘島_(1961年電影)（英语：Mysterious_Island_(1961_film)）》
- 《尋找漂流者（英语：In_Search_of_the_Castaways_(film)）》
- 《亚特兰蒂斯：失落的帝国》

## 外部連結
- 互联网电影数据库（IMDb）上《海底兩萬里》的资料（英文）
- 20,000 Leagues Under the Sea at DBCult Film Institute
- TCM电影资料库上《20,000 Leagues Under the Sea》的资料（英文）